# بارتومي تومشاك
بارتومي تومشاك (بالبولندية: Bartłomiej Tomczak) مواليد 7 سبتمبر 1985 في اوسترو ولكوبوليسكي، بولندا، هو لاعب كرة يد بولندي يلعب كجناح أيسر. يلعب حاليا مع فيف تارغي كيلسي ويحمل الرقم 4.

## روابط خارجية
- بارتومي تومشاك على موقع الاتحاد الأوروبي لكرة اليد (الإنجليزية)